# WICB Professional Cricket League Regional 4 Day Tournament 2018/19
Der WICB Professional Cricket League Regional 4 Day Tournament 2018/19 war die 53. Saison des nationalen First-Class-Cricket-Wettbewerbes in den West Indies und wurde vom 6. Dezember 2018 bis zum 10. März 2019 ausgetragen. Gewinner war Guyana, der seine zehnte Meisterschaft gewann.

## Format
Die sechs Mannschaften spielten in einer Gruppe gegen jedes andere Team jeweils zwei Mal. Für einen Sieg gibt es 12 Punkte, für ein Unentschieden sechs, für ein Remis drei und für ein abgesagtes Spiel einen Punkt. Zusätzlich gibt es Bonuspunkte für die Batting- und Bowling-Leistungen im ersten Innings. Die Mannschaft mit den meisten Punkten am Saisonende gewinnt den Wettbewerb.

## Resultate
Tabelle
| Team                | Sp. | S | N | R | Bat | Bwl | Ded | BP   | Punkte |
| ------------------- | --- | - | - | - | --- | --- | --- | ---- | ------ |
| Guyana              | 10  | 7 | 3 | 0 | 0   | 0   | 0   | 70.2 | 154.2  |
| Barbados            | 10  | 6 | 4 | 0 | 0   | 0   | 0   | 62.2 | 134.2  |
| Leeward Islands     | 10  | 6 | 3 | 1 | 0   | 0   | 0   | 59.0 | 134    |
| Trinidad und Tobago | 10  | 4 | 5 | 1 | 0   | 0   | 0   | 61.4 | 112.4  |
| Jamaika             | 10  | 3 | 7 | 0 | 0   | 0   | 0   | 61.2 | 97.2   |
| Windward Islands    | 10  | 3 | 7 | 0 | 0   | 0   | 0   | 56.0 | 92     |

Sieg: 12 Punkte; Remis: 3 Punkte